# Fútbol Club Motagua
Maillots
Le Fútbol Club Motagua est un club hondurien de football basé à Tegucigalpa. 

## Historique
- 29 août 1928 - fondation du club

## Palmarès
- Copa Interclubes UNCAF (1)
  - Vainqueur : 2007

- Ligue de la CONCACAF
  - Finaliste : 2018, 2019 et 2021

- Championnat du Honduras (18)
  - Champion : 1969, 1971, 1973, 1978, 1992, 1997 (A), 1998 (C), 1999 (A), 2000 (C), 2001 (A), 2006 (A), 2011 (C), 2014 (A), 2016 (A), 2017 (C), 2018 (A), 2019 (C), 2022 (C)

- Coupe du Honduras (1)
  - Vainqueur : 1968
  - Finaliste : 1993, 1995, 1997, 1998

- Supercoupe du Honduras (1)
  - Vainqueur : 1999

## Anciens joueurs
- Ramón Maradiaga
- Héctor Zelaya
- Georgie Welcome